# Ślężański Park Krajobrazowy (spis flory)
Na terenie Ślężańskiego Parku Krajobrazowego stwierdzono 1 gatunek krasnorostu, 268 gatunków mszaków (3 gatunki glewików, 66 gatunków wątrobowców i 199 gatunków mchów), 17 gatunków paprotników (4 gatunki skrzypów i 13 gatunków paproci), 392 gatunki nasiennych (8 gatunków szpilkowych, 281 gatunków dwuliściennych i 103 gatunki jednoliściennych), 78 gatunków porostów i 67 gatunków śluzowców.

Oznaczenia w tekście:
 – gatunek pod ochroną całkowitą,  – gatunek podgórski lub górski
Z uwagi na brak prac florystycznych poniższy spis flory nie jest pełny.

## krasnorostyRhodophyta
hildenbrandiowate Hildenbrandtiaceae
- hildenbrandia rzeczna Hildenbrandtia rivularis

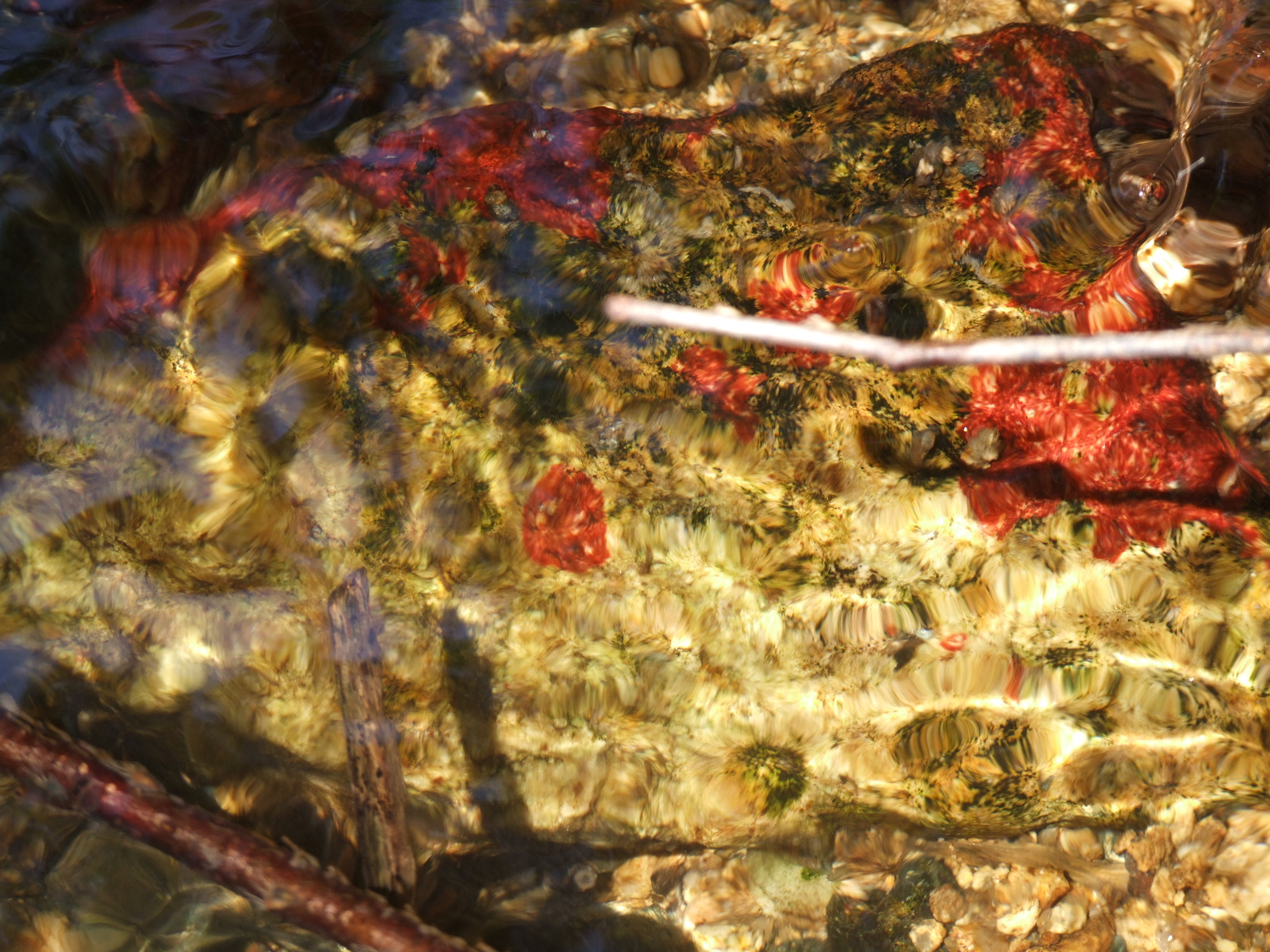
hildenbrandia rzeczna – Ślęża

## mszakiBryophyta

### glewikiAnthocerotopsida

#### Anthocerotales
Anthocerotaceae
- glewik gładki Anthoceros laevis
- Anthoceros crispulus
- glewik punktowany Anthoceros punctatus

### wątrobowceHepaticopsida

#### porostnicowceMarchantiales
Conocephalaceae
- stożka okrągła Conocephalum conicum

porostnicowate Marchantiaceae
- porostnica wielokształtna Marchantia polymorpha
- Preissia quadrata

wgłębkowate Ricciaceae
- Riccia glauca
- Riccia sorocarpa

#### jungermanie plechowateMetzgeriales
Metzgeriaceae
- Metzgeria furcata

beznerwowate Aneuraceae
- Riccardia latifrons
- Riccardia sinuata

Pelliaceae
- otruszyn drobny Blasia pusilla
- pleszanka pospolita Pellia epiphylla
- Pellia fabbroniana
- Pellia neesiana

Fossombroniaceae
- Fossombronia wondraczekii

#### jungermanie liściasteJungermanniales
rzęsiakowate Ptilidiaceae
- rzęsiak pospolity Ptilidium ciliare
- Ptilidium pulcherrimum

Pseudolepicoleaceae
- Blepharostoma trichophyllum

Trichocoleaceae
- Trichocolea tomentella

Geocalycaceae
- Chiloscyphus polyanthos
- Chiloscyphus pallescens
- Lophocolea bidentata
- Lophocolea minor
- Lophocolea heterophylla

Jungermanniaceae
- Barbilophozia barbata
- Barbilophozia hatcheri
- Barbilophozia lycopodioides
- Orthocalis gracilis
- Lophozia excisa
- Lophozia alpestris
- Lophozia longidens
- Lophozia ventricosa
- Lophozia silvicola
- Lophozia porphyroleuca
- Lophozia ascendens
- Isopaches bicrenatus
- Anastrophyllum minutum
- Tritomaria exsectiformis
- Tritomaria quinquedentata
- Nardia geoscypha
- Nardia scalaris
- Plectocolea hyalina
- Jungermannia caespiticia
- Jungermannia gracillima
- Jamesoniella autumnalis

Plagiochilaceae
- Plagiochila asplenioides

Scapaniaceae
- Diplophyllum obtusifolium
- Diplophyllum albicans
- Scapania curta
- Scapania irrigua
- Scapania nemorosa
- Scapania umbrosa

Cephaloziellaceae
- Cephaloziella divaricata

głowiakowate Cephaloziaceae
- Cephalozia bicuspidata
- Cephalozia connivens
- Cephalozia lunulifolia

Lepidoziaceae
- Lepidozia reptans
- Bazzania trilobata

Calypogejaceae
- Calypogeja meylanii
- Calypogeja neesiana
- Calypogeja muelleriana
- Calypogeja trichomanis
- Calypogeja fissa

Radulaceae
- Radula complanata

Porellaceae
- Porella platyphylla

Jubulaceae
- Frullania tamarisci
- Frullania dilatata

Lejeuneaceae
- Lejeunea cavifolia

### mchyBryopsida

#### torfowceSphagnales
torfowcowate Sphagnaceae
- torfowiec jednoboczny Sphagnum subsecundum
- torfowiec kończysty Sphagnum recurvum
- torfowiec szorstki Sphagnum compactum
- torfowiec nastroszony Sphagnum squarrosum
- torfowiec frędzlowany Sphagnum fimbriatum
- torfowiec Girgensohna Sphagnum girgensohnii
- torfowiec Russowa Sphagnum russowii
- torfowiec ostrolistny Sphagnum capillifolium
- torfowiec błotny Sphagnum palustre

#### naleźlinowceAndreaeales
naleźlinowate Andreaeaceae
- Andreaea rothii
- naleźlina pospolita Andreaea rupestris

#### Buxbaumiales
bezlistowate Buxbaumiaceae
- koimek bezłodygowy Diphyscium foliosum
- bezlist zwyczajny Buxbaumia aphylla
- bezlist okrywowy Buxbaumia viridis

#### płonnikowcePolytrichales
płonnikowate Polytrichaceae
- żurawiec falisty Atrichum undulatum
- Pogonatum nanum
- Pogonatum aloides
- płonniczek słoikowy Pogonatum urnigerum
- Polytrichum pallidisetum
- płonnik strojny Polytrichum formosum
- Polytrichum longisetum
- płonnik pospolity Polytrichum commune
- płonnik jałowcowaty Polytrichum juniperinum
- płonnik cienki Polytrichum strictum
- płonnik włosisty Polytrichum piliferum

#### Schistostegiales
świetlankowate Schistostegaceae
- świetlanka Schistostega pennata

#### Tetraphidales
czterozębowate Tetraphidaceae
- czteroząb przezroczysty Tetraphis pellucida

#### Fissidentales
skrzydlikowate Fissidentaceae
- Fissidens bryoides
- skrzydlik długoszowaty Fissidens osmundioides
- skrzydlik paprociowaty Fissidens adianthoides
- skrzydlik grzebieniasty Fissidens dubius
- skrzydlik cisolistny Fissidens taxifolius

#### widłozębowceDicranales
Ditrichaceae
- Pleuridium subulatum
- Ditrichum pallidum
- Ditrichum tenuifolium
- zęboróg purpurowy Ceratodon purpureus
- dwurzędek Distichium capillaceum

widłozębowate Dicranaceae
- Dicranella schreberi
- Dicranella subulata
- Dicranoweisia cirrata

Rhabdoweisiaceae
- potłumeczek kędzierzawy Rhabdoweisia crispata
- Rhabdoweisia fugax

#### Orthotrichales
Orthotrichaceae
- Amphidium mougeotii*
- Dicranella rufescens
- widłoząbek jednoboczny Dicranella heteromalla
- zwiesiniec Dicranodontium denudatum
- Cynodontium polycarpum
- widłoząb płowy Dicranum fulvum
- widłoząb miotlasty Dicranum scoparium
- widłoząb falisty Dicranum undulatum
- widłoząb błotny Dicranum bonjeanii
- widłoząb zdrożny Dicranum spurium
- widłoząb górski Orthodicranum montanum
- Paraleucobryum longifolium
- bielistka siwa Leucobryum glaucum

opończykowate Encalyptaceae
- opończyk szczypcowy Encalypta vulgaris
- Encalypta ciliata
- Encalypta contorta

płoniwowate Pottiaceae
- skrętniczek kędzierzawy Tortella tortuosa
- Hymenostomum rostellatum
- Hymenostomum microstomum
- Weisia wiridula
- zwojek Didymodon rigidulus
- Erythrophyllum rubellum
- zwojek sztyletowaty Barbula unguiculata
- Phascum acaulon
- Pottia truncatula
- Pottia intermedia
- Pterigoneurum cavifolium
- pędzlik murowy Tortula muralis
- Syntrichia subulata
- pędzliczek piaskowy Syntrichia ruralis

strzechwowate Grimmiaceae
- Grimmia apocarpa
- Grimmia ovalis
- strzechwa krzywa Grimmia incurva
- strzechwa darniowa Grimmia pulvinata
- Grimmia trichophylla
- Grimmia muehlenbeckii
- Grimmia hartmanii
- Rhacomitrium heterostichum
- Rhacomitrium sudeticum
- Rhacomitrium ramulosum
- skalniczek siwy Rhacomitrium canescens
- skalniczek wełnisty Rhacomitrium lanuginosum

skrętkowate Funariaceae
- Physcomitrium pyriforme
- Entostodon fascicularis
- skrętek wilgociomierczy Funaria hygrometrica

podsadnikowate Splachnaceae
- Tetraplodon angustatus
- Tetraplodon mnioides

prątnikowate Bryaceae
- Pohlia elongata
- knotnik zwisły Pohlia nutans
- Mniobryum albicans
- Bryum cuspidatum
- prątnik włosowaty Bryum capillare
- Bryum alpinum
- Bryum ventricosum
- Bryum turbinatum
- Bryum cirrhatum
- Bryum caespiticium
- prątnik srebrzysty Bryum argenteum

merzykowate Mniaceae
- merzyk groblowy Mnium hornum
- merzyk gwiazdkowaty Mnium stellare
- merzyk ciernisty Mnium spinosum
- Mnium spinulosum
- Mnium cuspidatum
- merzyk pokrewny Mnium affine
- merzyk Seligera Mnium seligeri
- Mnium rostratum
- merzyk fałdowany Mnium undulatum
- merzyk kropkowany Mnium punctatum

szmotłochowate Bartramiaceae
- szmotłoch prostolistny Bartramia ithyphylla
- Bartramia halleriana
- Bartramia pomiformis
- bagnik zdrojowy Philonotis fontana
- bagnik wapienny Philonotis calcarea

mochwianowate Aulacomniaceae
- próchniczek wąskolistny Aulacomnium androgynum
- próchniczek błotny Aulacomnium palustre

szurpkowate Orthotrichaceae
- Ulota ludwigii
- Ulota americana
- szurpek nierówny Orthotrichum anomalum
- Orthotrichum striatum
- szurpek porosły Orthotrichum lyellii
- Orthotrichum affine
- Orthotrichum stramineum
- szurpek przeświecający Orthotrichum diaphanum

Hedwigiaceae
- Hedwigia albicans

białozębowate Leucodontaceae
- Leucodon sciuroides
- jeżolist zwyczajny Antitrichia curtipendula

miecherowate Neckeraceae
- gładysz paprociowaty Homalia trichomanoides
- Neckera pennata
- miechera kędzierzawa Neckera crispa
- miechera spłaszczona Neckera complanata

krzewikowate Thamniaceae
- krzewik źródliskowy Thamnium alopecurum

Lembophyllaceae
- Isothecium myurum
- Isothecium myosuroides

zdrojkowate Fontinalaceae
- mech zdrojek Fontinalis antipyretica

drabikowate Climaciaceae
- drabik drzewkowaty Climacium dendroides

Leskeaceae
- drąst Leskeella nervosa

tujowcowate Thuidiaceae
- Anomodon rugelii
- Anomodon attenuatus
- Heterocladium heteropterum
- tujowiec delikatny Thuidium delicatulum
- tujowiec tamaryszkowaty Thuidium tamariscifolium
- tujowiec jodłowy Thuidium abietinum

krzywoszyjowate Amblystegiaceae
- Cratoneurum filicinum
- złocieniec gwiazdkowaty Campylium stellatum
- Campylium polygamum
- Hygroamblystegium irriguum
- Amblystegiella subtilis
- krzywoszyj wężowy Amblystegium serpens
- Amblystegium juratzkanum
- Amblystegium varium
- Amblystegium riparium
- Acrocladium cuspidatum
- Calliergon cordifolium
- Drepanocladus uncinatus
- Drepanocladus intermedius
- sierpowiec zakrzywiony Drepanocladus aduncus
- sierpowiec włosolistny Drepanocladus capillifolius

Erachytheciaceae
- Homalothecium sericeum
- Camptothecium nitens
- krótkosz namurnikowy Brachythecium geheebii
- krótkosz rowowy Brachythecium salebrosum
- krótkosz wyblakły Brachythecium albicans
- krótkosz szorstki Brachythecium rutabulum
- krótkosz strumieniowy Brachythecium rivulare
- Brachythecium reflexum
- Brachythecium starkei
- krótkosz aksamitny Brachythecium velutinum
- Brachythecium plumosum
- Brachythecium populeum
- brodawkowiec czysty Scleropodium purum
- szydłosz włosisty Cirriphyllum piliferum
- Eurhynchium stokesii
- Eurhynchium swartzii
- Eurhynchium schleicheri
- dzióbkowiec bruzdowany Eurhynchium striatum
- Eurhynchium zetterstedtti
- Platyhypnidium rusciforme

Entodontaceae
- rokietnik pospolity Pleurozium schreberi
- Pterigynandrum filiforme

dwustronkowate Plagiotheciaceae
- płaszczeniec marszczony Plagiothecium undulatum
- płaszczeniec ząbkowany Plagiothecium denticulatum
- płaszczeniec zgiętolistny Plagiothecium curvifolium
- dwustronek jasny Plagiothecium laetum
- Plagiothecium platyphyllum
- Plagiothecium roeseanum
- Isopterygium elegans

rokietowate Hypnaceae
- Platygyrium repens
- Pylaisia polyantha
- rokiet cyprysowaty Hypnum cupressiforme
- Hypnum ericetorum
- Hypnum arcuatum
- piórosz grzebieniasty Ptilium crista-castrensis
- grzebieniowiec piórkowaty Ctenidium molluscum

Rhytidiaceae
- gajniczek krótkodzióbkowy Loeskeobryum brevirostre
- fałdownik szeleszczący Rhytidiadelphus triquetrus
- fałdownik nastroszony Rhytidiadelphus squarrosus

gajnikowate Hylocomiaceae
- gajnik lśniący Hylocomium splendens

## paprotnikiPteridophyta

### skrzypySphenopsida

#### skrzypowceEquisetales

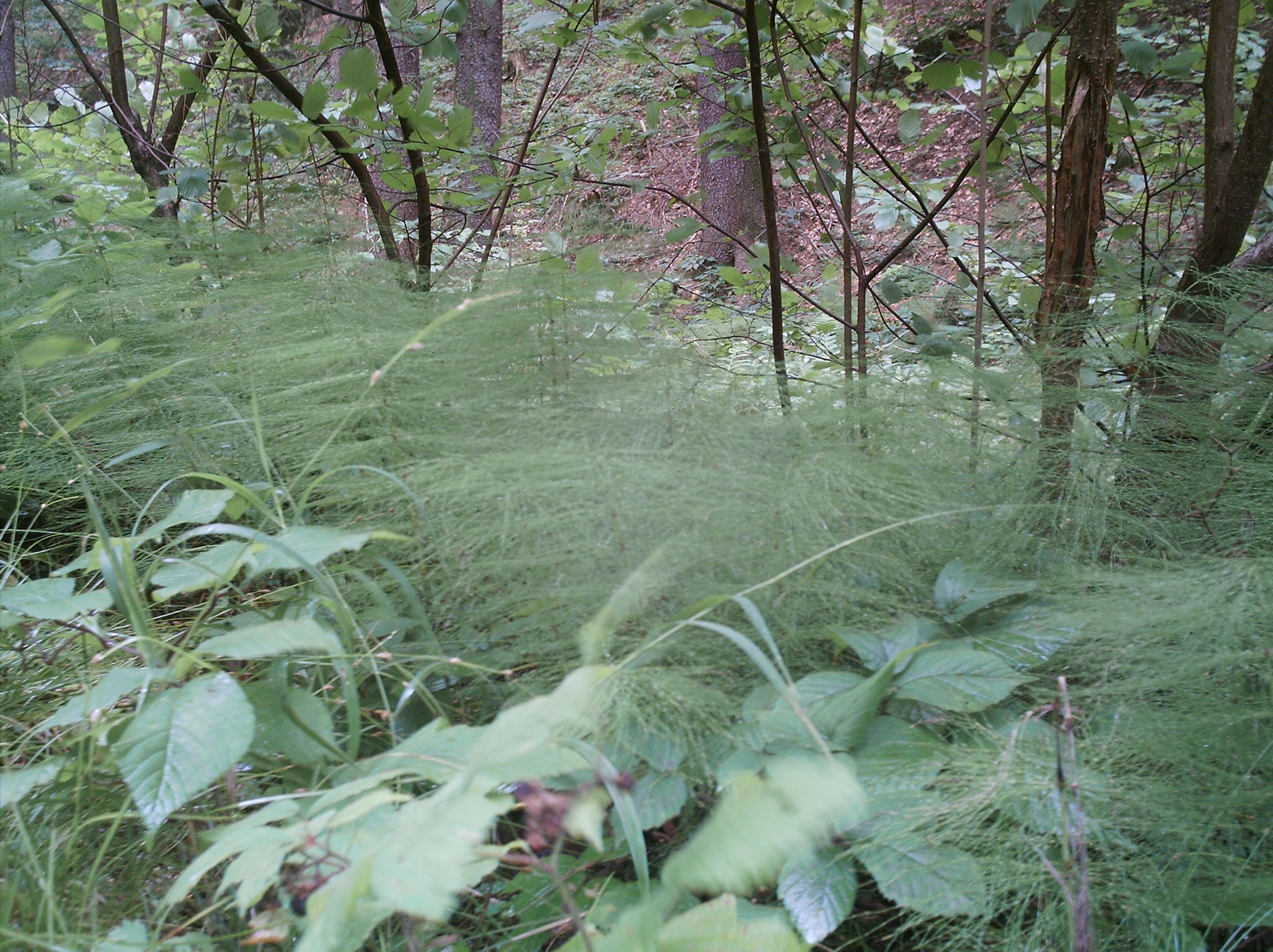
skrzyp leśny – Ślęża

skrzypowate Equisetaceae
- skrzyp leśny Equisetum sylvaticum

- skrzyp łąkowy Equisetum pratense
- skrzyp polny Equisetum arvense
- skrzyp błotny Equisetum palustre

### paprocieFilicopsida

#### paprotnikowceFilicales
orlicowate Hypolepidaceae
- orlica pospolita Pteridium aquilinum

zachylnikowate Thelypteridaceae
- zachyłka oszczepowata Phegopteris phegopteris

zanokcicowate Aspleniaceae
- zanokcica północna Asplenium septentrionale
- zanokcica skalna Asplenium trichomanes
- zanokcica murowa Asplenium ruta-muraria
- zanokcica klinowata Asplenium cuneifolium

wietlicowate Athyriaceae
- wietlica samicza Athyrium filix-femina
- paprotnica krucha Cystopteris fragilis

paprotnikowate Aspidiaceae
- nerecznica samcza Dryopteris filix-mas
- nerecznica krótkoostna Dryopteris carthusiana
- nerecznica szerokolistna Dryopteris dilatata
- cienistka trójkątna Gymnocarpium dryopteris

paprotkowate Polypodiaceae
- paprotka zwyczajna Polypodium vulgare

## nasienneSpermatophyta

### szpilkowePinopsida

#### szpilkowcePinales
sosnowate Pinaceae
- jodła pospolita Abies alba
- daglezja zielona Pseudotsuga menziesii
- świerk pospolity Picea abies
- modrzew europejski Larix decidua
- Sosna zwyczajna Pinus sylvestris
- sosna Banksa Pinus banksiana

cyprysowate Cupressaceae
- cypryśnik błotny Taxodium distichum
- jałowiec pospolity Juniperus communis

### dwuliścienneDicotyledones

#### wierzbowceSalicales
wierzbowate Salicaceae
- wierzba rokita Salix rosmarinifolia
- wierzba iwa Salix caprea
- wierzba szara Salix cinerea
- topola osika Populus tremula

#### bukowceFagales
brzozowate Betulaceae
- brzoza omszona Betula pubescens
- brzoza brodawkowata Betula pendula
- olsza czarna Alnus glutinosa
- olsza szara Alnus incana

leszczynowate Corylaceae
- leszczyna pospolita Corylus avellana

bukowate Fagaceae
- buk zwyczajny Fagus sylvatica
- dąb szypułkowy Quercus robur
- dąb bezszypułkowy Quercus petraea
- dąb czerwony Quercus rubra

#### pokrzywowceUrticales
wiązowate Ulmaceae
- wiąz górski Ulmus glabra

pokrzywowate Urticaceae
- pokrzywa zwyczajna Urtica dioica

#### sandałowceSantalales
sandałowcowate Santalaceae
- leniec pospolity Thesium linophyllon
- leniec alpejski Thesium alpinum

#### kokornakowceAristolochiales
kokornakowate Aristolochiaceae
- kopytnik pospolity Asarum europaeum

#### rdestowcePolygonales
rdestowate Polygonaceae
- rdest ptasi Polygonum aviculare
- rdest wężownik Polygonum bistorta
- rdest plamisty Polygonum persicaria
- rdestówka zaroślowa Fallopia dumetorum
- szczaw polny Rumex acetosella
- szczaw zwyczajny Rumex acetosa
- szczaw ogrodowy Rumex rugosus
- szczaw tępolistny Rumex obtusifolius

#### śródłożneCaryophyllales
komosowate Chenopodiaceae
- komosa sina Chenopodium glaucum
- komosa biała Chenopodium album

goździkowate Caryophyllaceae
- piaskowiec macierzankowy Arenaria serpyllifolia
- możylinek trójnerwowy Moehringia trinervia
- gwiazdnica pospolita Stellaria media
- gwiazdnica wielkokwiatowa Stellaria holostea
- gwiazdnica bagienna Stellaria uliginosa
- gwiazdnica trawiasta Stellaria graminea
- gwiazdnica błotna Stellaria palustris
- rogownica polna Cerastium arvense
- rogownica pospolita Cerastium holosteoides
- karmnik rozesłany Sagina procumbens
- sporek polny Spergula arvensis
- muchotrzew polny Spergularia rubra
- firletka poszarpana Lychnis flos-cuculi
- firletka lepka Lychnis viscaria
- lepnica czerwona Silene dioica
- lepnica rozdęta Silene vulgaris
- lepnica zwisła Silene nutans
- goździk pyszny Dianthus superbus
- goździk kartuzek Dianthus carthusianorum

#### jaskrowceRanunculales
jaskrowate Ranunculaceae
- pełnik europejski Trollius europaeus
- knieć błotna Caltha palustris
- zawilec gajowy Anemone nemorosa
- przylaszczka pospolita Hepatica nobilis
- jaskier płomieńczyk Ranunculus flammula
- jaskier rozłogowy Ranunculus repens
- jaskier gajowy Ranunculus serpens
- jaskier kosmaty Ranunculus lanuginosus
- jaskier ostry Ranunculus acris
- rutewka orlikolistna Thalictrum aquilegiformis

#### makowcePapaverales
makowate Papaveraceae
- glistnik jaskółcze ziele Chelidonium majus

dymnicowate Fumariaceae
- kokorycz wątła Corydalis intermedia

#### kaparowceCapparales
krzyżowe Brassicaceae
- stulisz lekarski Sisymbrium officinale
- czosnaczek pospolity Alliaria petiolata
- rzeżucha łąkowa Cardamine pratensis
- tasznik pospolity Capsella bursa-pastoris
- tobołki polne Thlaspi arvense

#### różowceRosales
gruboszowate Crassulaceae
- rozchodnik wielki Sedum maximum
- rozchodnik ostry Sedum acre

skalnicowate Saxifragaceae
- skalnica ziarenkowata Saxifraga granulata
- śledziennica skrętolistna Chrysosplenium alternifolium

dziewięciornikowate Parnassiaceae
- dziewięciornik błotny Parnassia palustris

agrestowate Grossulariaceae
- porzeczka dzika Ribes spicatum

różowate Rosaceae
- parzydło leśne Aruncus dioicus
- wiązówka bulwkowata Filipendula vulgaris
- wiązówka błotna Filipendula ulmaria
- malina właściwa Rubus idaeus
- jeżyna popielica Rubus caesius
- jeżyna fałdowana Rubus plicatus
- róża francuska Rosa gallica
- róża dzika Rosa canina
- krwiściąg lekarski Sanguisorba officinalis
- kuklik pospolity Geum urbanum
- pięciornik gęsi Potentilla ansrina
- pięciornik biały Potentilla alba
- pięciornik kurze ziele Potentilla erecta
- pięciornik srebrny Potentilla argentea
- pięciornik siedmiolistkowy Potentilla heptaphylla
- poziomka pospolita Fragaria vesca
- przywrotnik pasterski Alchemilla monticola
- przywrotnik połyskujący Alchemilla gracilis
- grusza domowa Pyrus communis
- jarząb zwyczajny Sorbus aucuparia
- jarząb brekinia Sorbus torminalis
- głóg jednoszyjkowy Crataegus monogyna
- głóg dwuszyjkowy Crataegus laevigata
- czeremcha zwyczajna Prunus padus
- czeremcha amerykańska Prunus serotina
- czereśnia Prunus avium
- śliwa tarnina Prunus spinosa

motylkowate Fabaceae
- janowiec barwierski Genista tinctoria
- robinia akacjowa Robinia pseudacacia
- traganek szerokolistny Astragalus glycyphyllos
- wyka płotowa Vicia sepium
- wyka czteronasienna Vicia tetrasperma
- wyka leśna Vicia sylvatica
- wyka kaszubska Vicia cassubica
- wyka ptasia Vicia cracca
- groszek wiosenny Lathyrus vernus
- groszek czerniejący Lathyrus niger
- groszek żółty Lathyrus pratensis
- groszek leśny Lathyrus sylvestris
- lucerna siewna Medicago sativa
- koniczyna złocistożółta Trifolium aureum
- koniczyna pagórkowa Trifolium montanum
- koniczyna biała Trifolium repens
- koniczyna dwukłosowa Trifolium alpestre
- koniczyna długokłosowa Trifolium rubens
- koniczyna łąkowa Trifolium pratense
- koniczyna polna Trifolium arvense
- komonica błotna Lotus uliginosus
- komonica zwyczajna Lotus corniculatus
- cieciorka pstra Coronilla varia

#### bodziszkowceGeraniales
szczawikowate Oxalidaceae
- szczawik zajęczy Oxalis acetosella

bodziszkowate Geraniaceae
- bodziszek krwisty Geranium sanguineum
- bodziszek łąkowy Geranium pratense
- bodziszek leśny Geranium sylvaticum
- bodziszek cuchnący Geranium robertianum

lnowate Linaceae
- len przeczyszczający Linum catharticum

wilczomleczowate Euphorbiaceae
- szczyr trwały Mercurialis perennis
- wilczomlecz sosnka Euphorbia cyparissias

#### rutowceRutales
krzyżownicowate Polygalaceae
- krzyżownica zwyczajna Polygala vulgaris

#### mydleńcowceSapindales
klonowate Aceraceae
- klon srebrzysty Acer saccharinum
- klon jawor Acer pseudoplatanus
- klon zwyczajny Acer platanoides

niecierpkowate Balsaminaceae
- niecierpek drobnokwiatowy Impatiens parviflora
- niecierpek pospolity Impatiens noli-tangere

#### szakłakowceRhamnales
szakłakowate Rhamnaceae
- kruszyna pospolita Frangula alnus

#### ślazowceMalvales
lipowe Tilioideae
- lipa szerokolistna Tilia platyphyllos
- lipa drobnolistna Tilia cordata

#### wawrzynkowceThymelaeaceae
wawrzynkowate Thymelaeaceae
- wawrzynek wilczełyko Daphne mezereum

#### herbatowceTheales
dziurawcowate Clusiaceae
- dziurawiec zwyczajny Hypericum perforatum
- dziurawiec czteroboczny Hypericum maculatum
- dziurawiec skąpolistny Hypericum montanum

#### fiołkowceViolales
fiołkowate Violaceae
- fiołek polny Viola arvensis
- fiołek leśny Viola reichenbachiana
- fiołek Rivina Viola riviniana

#### mirtowceMyrtales
krwawnicowate Lythraceae
- krwawnica pospolita Lythrum salicaria

wiesiołkowate Onagraceae
- wierzbownica kiprzyca Epilobium angustifolium
- wierzbownica górska Epilobium montanum
- wierzbownica wzgórzowa Epilobium collinum
- wierzbownica rózgowata Epilobium obscurum

#### baldachokwiatowceApiales
baldaszkowate Apiaceae
- jarzmianka większa Astrantia major
- świerząbek gajowy Chaerophyllum temulentum
- trybula leśna Anthriscus sylvestris
- biedrzeniec wielki Pimpinella major
- biedrzeniec mniejszy Pimpinella saxifraga
- podagrycznik pospolity Aegopodium podagraria
- kminek zwyczajny Carum carvi
- olszewnik kminkolistny Selinum carvifolia
- gorysz siny Peucedanum cervaria
- barszcz zwyczajny Heracleum sphondylium
- okrzyn szerokolistny Laserpitium latifolium
- okrzyn łąkowy Laserpitium prutenicum
- kłobuczka pospolita Torilis japonica
- marchew zwyczajna Daucus carota

#### wrzosowceEricales
gruszyczkowate Pyrolaceae
- korzeniówka pospolita Monotropa hypopitys

wrzosowate Ericaceae
- wrzos zwyczajny Calluna vulgaris
- borówka brusznica Vaccinium vitis-idaea
- borówka czarna Vaccinium myrtillus

#### pierwiosnkowcePrimulales
pierwiosnkowate Primulaceae
- pierwiosnek wyniosły Primula elatior
- tojeść rozesłana Lysimachia nummularia
- tojeść gajowa Lysimachia nemorum
- tojeść zwyczajna Lysimachia vulgaris
- siódmaczek leśny Trientalis europaea

#### oliwkowceOleales
oliwkowate Oleaceae
- jesion wyniosły Fraxinus excelsior

#### goryczkowceGentianales
goryczkowate Gentianaceae
- centuria zwyczajna Centaurium erythraea
- goryczka wąskolistna Gentiana pneumonanthe
- goryczuszka wczesna Gentianella lutescens

toinowate Apocynaceae
- barwinek pospolity Vinca minor

trojeściowate Asclepiadaceae
- ciemiężyk drobnokwiatowy Vincetoxicum hirundinaria

marzanowate Rubiaceae
- marzanka barwierska Asperula tinctoria
- przytulia bagienna Galium uliginosum
- przytulia błotna Galium palustre
- przytulia czepna Galium aparine
- przytulia północna Galium boreale
- przytulia okrągłolistna Galium rotundifolium
- przytulia wonna Galium odoratum
- przytulia właściwa Galium verum
- przytulia zwyczajna Galium mollugo
- przytulia włosista Galium valdepilosum
- przytulia drobna Galium pumilum

#### ogórecznikowceBoraginales
szorstkolistne Boraginaceae
- miodunka ćma Pulmonaria obscura
- żywokost lekarski Symphytum officinale
- niezapominajka błotna Myosotis palustris
- niezapominajka różnobarwna Myosotis discolor

#### jasnotowceLamiales
rzęślowate Callitrichaceae
- rzęśl wielkoowockowa Callitriche stagnalis

wargowe Lamiaceae
- dąbrówka rozłogowa Ajuga reptans
- dąbrówka kosmata Ajuga genevensis
- miodownik melisowaty Melittis melisophyllum
- poziewnik miękkowłosy Galeopsis pubescens
- poziewnik szorstki Galeopsis tetrahit
- jasnota plamista Lamium maculatum
- gajowiec żółty Lamiastrum galeobdolon
- czyściec lekarski Stachys officinalis
- czyściec górski Stachys alpina
- czyściec leśny Stachys sylvatica
- bluszczyk kurdybanek Glechoma hederacea
- głowienka wielkokwiatowa Prunella grandiflora
- głowienka pospolita Prunella vulgaris
- macierzanka zwyczajna Thymus pulegioides
- mięta polna Mentha arvensis

trędownikowate Scrophulariaceae
- dziewanna wielkokwiatowa Verbascum densiflorum
- dziewanna pospolita Verbascum nigrum
- trędownik bulwiasty Scrophularia nodosa
- lnica pospolita Linaria vulgaris
- naparstnica zwyczajna Digitalis grandiflora
- przetacznik kłosowy Veronica spicata
- przetacznik macierzankowy Veronica serpyllifolia
- przetacznik polny Veronica arvensis
- przetacznik leśny Veronica officinalis
- przetacznik ożankowy Veronica chamaedrys
- pszeniec gajowy Melampyrum nemorosum
- pszeniec zwyczajny Melampyrum pratense
- świetlik łąkowy Euphrasia rostkoviana
- gnidosz rozesłany Pedicularis sylvatica
- szelężnik mniejszy Rhinanthus minor
- szelężnik większy Rhinanthus angustifolius
- łuskiewnik różowy Lathraea squamaria

#### babkowcePlantaginales
babkowate Plantaginaceae
- babka średnia Plantago media
- babka większa Plantago major
- babka lancetowata Plantago lanceolata

#### szczeciowceDipsacales
przewiertniowate Caprifoliaceae
- dziki bez czarny Sambucus nigra
- dziki bez koralowy Sambucus racemosa
- kalina koralowa Viburnum opulus

kozłkowate Valerianaceae
- kozłek lekarski Valeriana officinalis

szczeciowate Dipsacaceae
- czarcikęs łąkowy Succisa pratensis
- driakiew żółtawa Scabiosa ochroleuca

#### dzwonkowceCampanulales
dzwonkowate Campanulaceae
- dzwonek skupiony Campanula glomerata
- dzwonek okrągłolistny Campanula rotundifolia
- dzwonek brzoskwiniolistny Campanula persicifolia
- dzwonek rozpierzchły Campanula patula
- dzwonek pokrzywolistny Campanula trachelium
- zerwa kłosowa Phyteuma spicatum

złożone Asteraceae
- nawłoć pospolita Solidago virgaurea
- stokrotka pospolita Bellis perennis
- szarota błotna Filaginella uliginosa
- oman wierzbolistny Inula salicina
- krwawnik pospolity Achillea millefolium
- rumianek bezpromieniowy Chamomilla suaveolens
- wrotycz zwyczajny Tanacetum vulgare
- jastrun zwyczajny Leucanthemum vulgare
- bylica pospolita Artemisia vulgaris
- podbiał pospolity Tussilago farfara
- lepiężnik biały Petasites albus
- starzec gajowy Senecio nemorensis
- starzec leśny Senecio sylvaticus
- starzec jakubek Senecio jacobaea
- łopian większy Arctium lappa
- oset nastroszony Carduus acanthoides
- ostrożeń lancetowaty Cirsium vulgare
- ostrożeń błotny Cirsium palustre
- ostrożeń polny Cirsium arvense
- ostrożeń warzywny Cirsium oleraceum
- sierpik barwierski Serratula tinctoria
- chaber drakiewnik Centaurea scabiosa
- chaber łąkowy Centaurea jacea
- chaber ostrołuskowy Centaurea macroptilon
- cykoria podróżnik Cichorium intybus
- prosienicznik plamisty Hypochoeris maculata
- prosienicznik szorstki Hypochoeris radicata
- brodawnik jesienny Leontodon autumnalis
- brodawnik zwyczajny Leontodon hispidus
- wężymord niski Scorzonera humilis
- przenęt purpurowy Prenanthes purpurea
- sałatnik leśny Mycelis muralis
- mniszek lekarski Taraxacum officinale
- łoczyga pospolita Lapsana communis
- pępawa błotna Crepis paludosa
- pępawa dwuletnia Crepis biennis
- jastrzębiec kosmaczek Hieracium pilosella
- jastrzębiec baldaszkowy Hieracium umbellatum
- jastrzębiec leśny Hieracium murorum
- jastrzębiec zwyczajny Hieracium vulgatum

### jednoliścienneMonocotyledones

#### liliowceLiliales
liliowate Liliaceae
- kosatka kielichowata Tofieldia calyculata
- pajęcznica gałęzista Anthericum ramosum
- zimowit jesienny Colchicum autumnale
- lilia złotogłów Lilium martagon
- czosnek skalny Allium senescens
- konwalia majowa Convallaria majalis
- konwalijka dwulistna Maianthemum bifolium
- kokoryczka okółkowa Polygonatum verticillatum
- kokoryczka wonna Polygonatum odoratum
- czworolist pospolity Paris quadrifolia

kosaćcowate Iridaceae
- kosaciec syberyjski Iris sibirica
- mieczyk błotny Gladiolus palustris
- mieczyk dachówkowaty Gladiolus imbricatus

#### sitowceJuncales
sitowate Juncaceae
- sit chudy Juncus tenuis
- sit rozpierzchły Juncus effusus
- sit skupiony Juncus conglomeratus
- sit dwudzielny Juncus bufonius
- sit członowaty Juncus articulatus
- kosmatka orzęsiona Luzula pilosa
- kosmatka gajowa Luzula luzuloides
- kosmatka polna Luzula campestris
- kosmatka wielokwiatowa Luzula multiflora

#### plewowcePoales
trawy Poaceae
- kostrzewa leśna Festuca altissima
- kostrzewa olbrzymia Festuca gigantea
- kostrzewa łąkowa Festuca pratensis
- kostrzewa trzcinowata Festuca arundinacea
- kostrzewa czerwona Festuca rubra
- kostrzewa owcza Festuca ovina
- kostrzewa popielata Festuca glauca
- życica trwała Lolium perenne
- życica wielokwiatowa Lolium multiflorum
- wiechlina spłaszczona Poa compressa
- wiechlina roczna Poa annua
- wiechlina łąkowa Poa pratensis
- wiechlina gajowa Poa nemoralis
- kupkówka pospolita Dactylis glomerata
- grzebienica pospolita Cynosurus cristatus
- drżączka średnia Briza media
- perłówka jednokwiatowa Melica uniflora
- perłówka zwisła Melica nutans
- manna jadalna Glyceria fluitans
- kłosownica pierzasta Brachypodium pinnatum
- kłosownica leśna Brachypodium sylvaticum
- perz psi Elymus caninus
- perz właściwy Elymus repens
- żyto zwyczajne Secale cereale
- owies zwyczajny Avena sativa
- owsica omszona Avenula pubescens
- owsica łąkowa Avenula pratensis
- rajgras wyniosły Arrhenatherum elatius
- strzęplica sina Koeleria glauca
- strzęplica nadobna Koeleria macrantha
- strzęplica piramidalna Koeleria pyramidata
- śmiałek darniowy Deschampsia caespitosa
- śmiałek pogięty Deschampsia flexuosa
- tomka wonna Anthoxanthum odoratum
- kłosówka wełnista Holcus lanatus
- mietlica psia Agrostis canina
- mietlica pospolita Agrostis capillaris
- mietlica rozłogowa Agrostis stolonifera
- trzcinnik leśny Calamagrostis arundinacea
- trzcinnik piaskowy Calamagrostis epigejos
- tymotka Boehmera Phleum phleoides
- tymotka łąkowa Phleum pratense
- wyczyniec łąkowy Alopecurus pratensis
- prosownica rozpierzchła Milium effusum
- trzcina pospolita Phragmites australis
- izgrzyca przyziemna Danthonia decumbens
- trzęślica modra Molinia caerulea
- bliźniczka psia trawka Nardus stricta

#### turzycowceCyperales
turzycowate Cyperaceae
- sitowie leśne Scirpus sylvaticus
- wełnianka szerokolistna Eriophorum latifolium
- ponikło skąpokwiatowe Eleocharis quinqueflora
- ponikło jednoprzysadkowe Eleocharis uniglumis
- turzyca Davalla Carex davalliana
- turzyca zajęcza Carex ovalis
- turzyca gwiazdkowata Carex echinata
- turzyca lisia Carex vulpina
- turzyca najeżona Carex muricata
- turzyca Bueka Carex buekii
- turzyca pospolita Carex nigra
- turzyca darniowa Carex cespitosa
- turzyca wiosenna Carex caryophyllea
- turzyca niska Carex humilis
- turzyca palczasta Carex digitata
- turzyca cienista Carex umbrosa
- turzyca pagórkowa Carex montana
- turzyca pigułkowa Carex pilulifera
- turzyca sina Carex flacca
- turzyca błotna Carex acutiformis
- turzyca brzegowa Carex riparia
- turzyca leśna Carex sylvatica
- turzyca blada Carex pallescens
- turzyca żółta Carex flava
- turzyca prosowata Carex panicea
- turzyca odległokłosa Carex distans

#### storczykowceOrchidales
storczykowate Orchidaceae
- kruszczyk szerokolistny Epipactis helleborine
- buławnik czerwony Cephalanthera rubra
- buławnik wielkokwiatowy Cephalanthera damasonium
- podkolan biały Platanthera bifolia
- gółka długoostrogowa Gymnadenia conopsea
- kukułka plamista Dactylorhiza maculata
- kukułka szerokolistna Dactylorhiza majalis

## porostyLichenes
Pyrenulaceae
- Arthopyrenia globularis
- Arthopyrenia stenospora
- Pyrenula nitida
- Pyrenula nitidella

pałecznikowate Caliciaceae
- Chaenotheca chrysocephala
- Chaenotheca melanophaea
- Calicium adspersum
- Coniocybe furfuracea
- Coniocybe sulphurea

Graphidaceae
- Opegrapha atra
- Opegrapha herpetica
- Graphis scripta

obrostnicowate Peltigeraceae
- Peltigera polydactyla
- Peltigera canina

Lecideaceae
- Lecidea olivacea
- Lecidea granulosa
- Lecidea viridescens
- Lecidea scalaris
- Catillaria atropurpurea
- Bacidia luteola

chrobotkowate Cladoniaceae
- Cladonia bacillaris
- Cladonia digitata
- Cladonia squamosa
- Cladonia pyxidata
- Cladonia chlorophaea
- Cladonia fimbriata
- Cladonia coniocraea

Pertusariaceae
- Pertusaria coccodes
- Pertusaria pertusa
- Pertusaria amara
- Pertusaria globulifera
- Pertusaria discoidea

Lecanoraceae
- Lecanora carpinea
- Lecanora varia
- Lecanora subfuscata
- Lecanora chlarona
- Lecanora pityrea
- Phlyctis argena
- Candelariella xanthostigma

tarczownicowate Parmeliaceae
- Candelaria concolor
- Parmeliopsis ambigua
- Parmelia physodes
- Parmelia furfuracea
- Parmelia exasperatula
- Parmelia conspersa
- Parmelia sulcata
- Parmelia dubia
- Parmelia caperats
- Parmelia fuliginosa
- Cetraria chlorophylla
- Cetraria saepincola
- Cetraria pinastri

brodaczkowate Usneaceae
- Evernia prunastri
- Letharia divaricata
- Alectoria jubata
- Alectoria implexa
- Ramalina fraxinea
- Ramalina farinacea
- Ramalina pollinaria
- Usnea hirta
- Usnea dasypoga
- Usnea comosa
- Usnea sorediifera
- Usnea florida

jaskrawcowate Caloplacaceae
- Caloplaca pyracea

złotorostowate Teloschistaceae
- Xanthoria parietina
- Xanthoria polycarpa
- Xanthoria candelaria

Buelliaceae
- Buellia myriocarpa
- Rinodina pyrina

obrostowate Physciaceae
- Physcia stellaris
- Physcia tenella
- Physcia ascendens
- Physcia orbicularis
- Physcia grisea
- Anaptychia ciliaris

Lichenes imperfecti
- Lepraria aeruginosa
- Lepraria flava

## śluzowceMyxomycota

### Myxomycetes

#### Ceratiomyxales
Ceratiomyxaceae
- śluzek krzaczkowaty Ceratiomyxa fruticulosa

#### Physarales
Physaraceae
- wykwit piankowaty Fuligo septica
- Badhamia hyalina
- Badhamia panicea
- Physarum bivalve
- Physarum cinereum
- Physarum globuliferum
- Physarum leucopheum
- Physarum nutans
- Physarum citrinum
- maworek zielonkawy Physarum viride
- maworek złotawy Physarum aurantium
- Physarum auriscalpium
- maworek papuzi Physarum psittacinum
- Craterium minutum
- gładysz kruchy Leocarpus fragilis

Didymiaceae
- Spumaria spongiosa
- Didymium clavus
- Didymium squamulosum
- Didymium minus

#### Stemonitales
Amaurochaetaceae
- Amaurochaete cribrosa

Stemonitaceae
- Stemonitis fusca
- Stemonitis virginensis
- Stemonitis tubulina
- Stemonitis ferruginea
- Stemonitis flavogenita
- Comatricha dictyospora
- Comatricha nigra
- Comatricha typhoides
- Comatricha pulchella

Lamprodermaceae
- Enerthenema papillatum
- Lamproderma arcyrionema

#### Cribrariales
Cribrariaceae
- Cribraria argillacea
- Cribraria rufa
- Cribraria vulgaris
- Cribraria splendens
- Dictydium cancellatum
- Lindbladia effusa

#### Enteridiales
Tubiferaceae
- Tubifera ferruginosa

Reticulariaceae
- Reticularia lycoperdon

Enteridiaceae
- Enteridium rozeanum
- Enteridium olivaceum
- Dictydiaethalium plumbeum

Lycogalaceae
- Lycogala flavo-fuscum
- Rulik nadrzewnyLycogala epidendrum

#### Liceales
Liceaceae
- Licea variabilis

#### Trichiales
Dianemaceae
- Dianema corticatum

Perichaenaceae
- Perichaena depressa
- Perichaena corticalis

Arcyriaceae
- Arcyria ferruginea
- Arcyria pomiformis
- Arcyria cinerea
- Arcyria denudata
- Arcyria incarnata
- Arcyria oerstedtii
- Arcyria nutans

Trichiaceae
- Trichia favoginea
- Trichia persimilis
- Trichia scabra
- Trichia varia
- Trichia contorta
- Trichia inconspicua
- Trichia olivacea
- Trichia floriformis
- Trichia botrytis
- Hemitrichia clavata
- Hemitrichia vesparium

## grzyby podstawkoweBasidiomycota

### podstawczakiBasidiomycetes

#### borowikowceBoletales
borowikowate Boletaceae
- podgrzybek czerwonawy Xerocomus rubellus

#### sromotnikowcePhallales
sromotnikowate Phallaceae
- okratek australijski Clathrus archeri